# Irkutsks statliga universitet

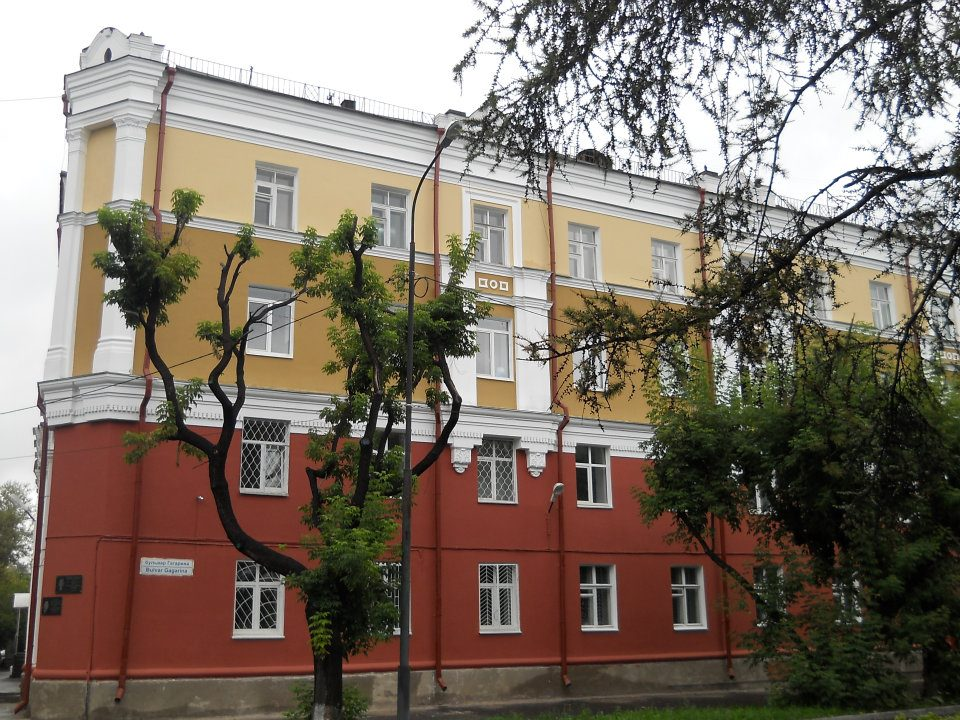
Fakulteten för filosofi och journalistik

Irkutsks statliga universitet  (ryska: Ирку́тский госуда́рственный университе́т) grundades den 27 oktober 1918 i Irkutsk i Sibirien i Ryssland. Det är det andra universitetet som inrättats i Sibirien efter Tomsks statliga universitet.
Universitetet ligger i nio byggnader i Irkutsk och i Bratsk. Flertalet av byggnaderna är från 1800-talet. Universitetets huvudbyggnad från första början i korsningen Karl Marxgatan/Gagarinboulevarden är ett tidigare köpmannapalats och guvernörspalats, som ritades av den ursprungligen venetianske arkitekten Giacomo Quarenghi och uppfördes 1804.
Irkutsks statliga universitet är den äldsta utbildningsanstalten på högskolenivå i östra Sibirien och Fjärran Östern. 
Universitetet har omkring 14 700 studenter och en lärarkår på knappt 900 personer. Universitetet är huvudman för 
Irkutsks statliga universitets botaniska trädgård

## Bildgalleri

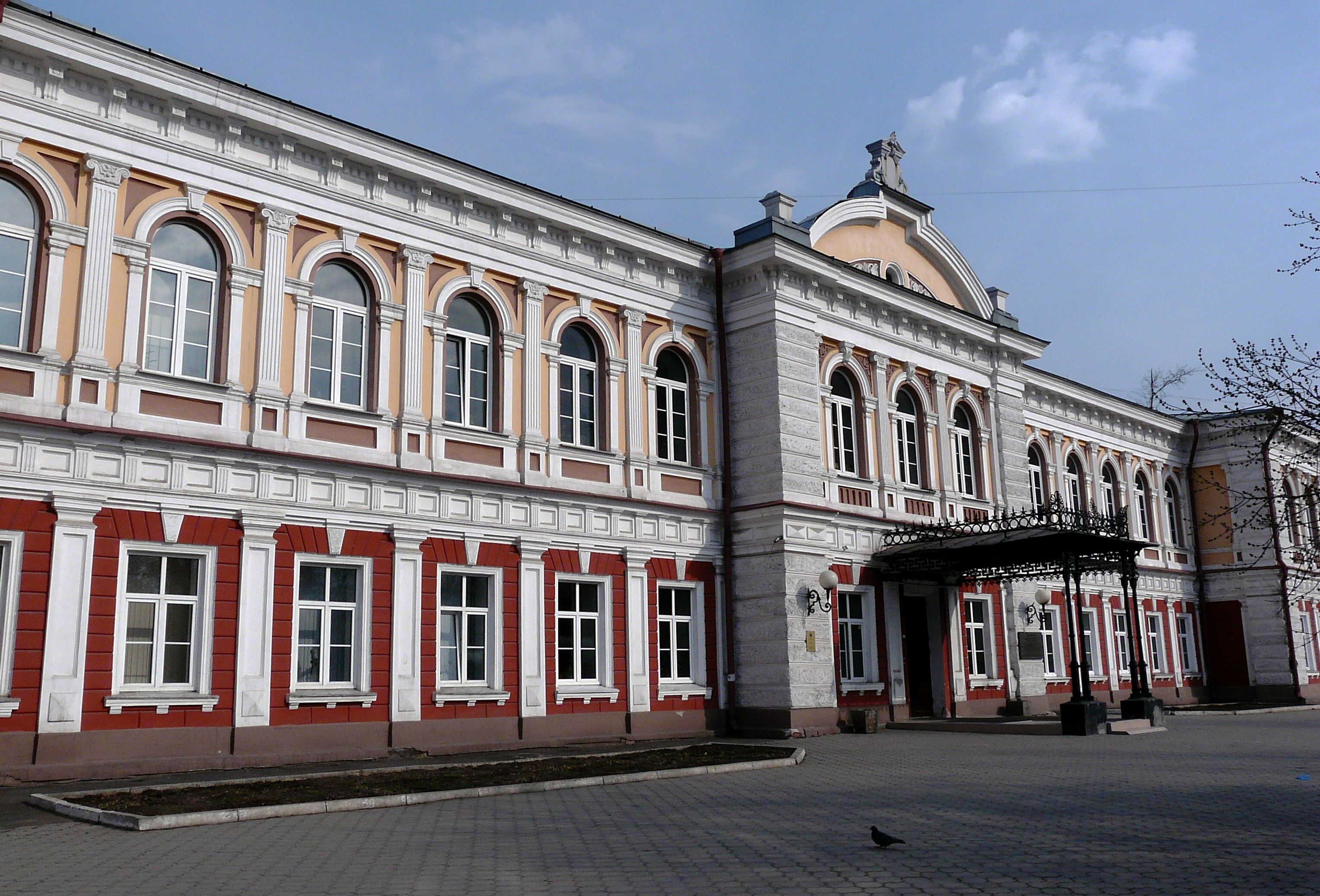
Byggnad för teknologi på Sukhebatorgatan 5
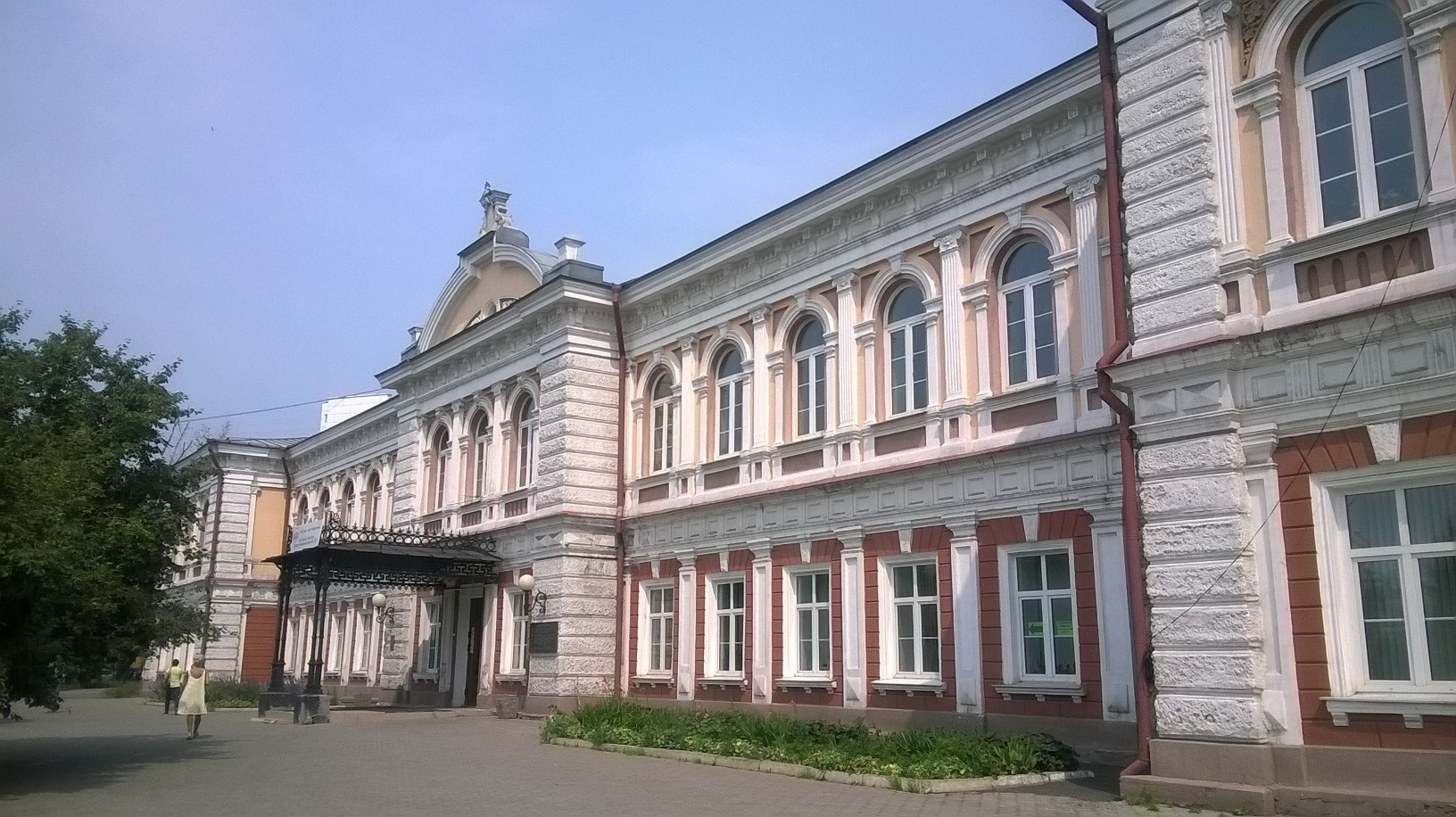
Fakulteten för biologi och markkunskap
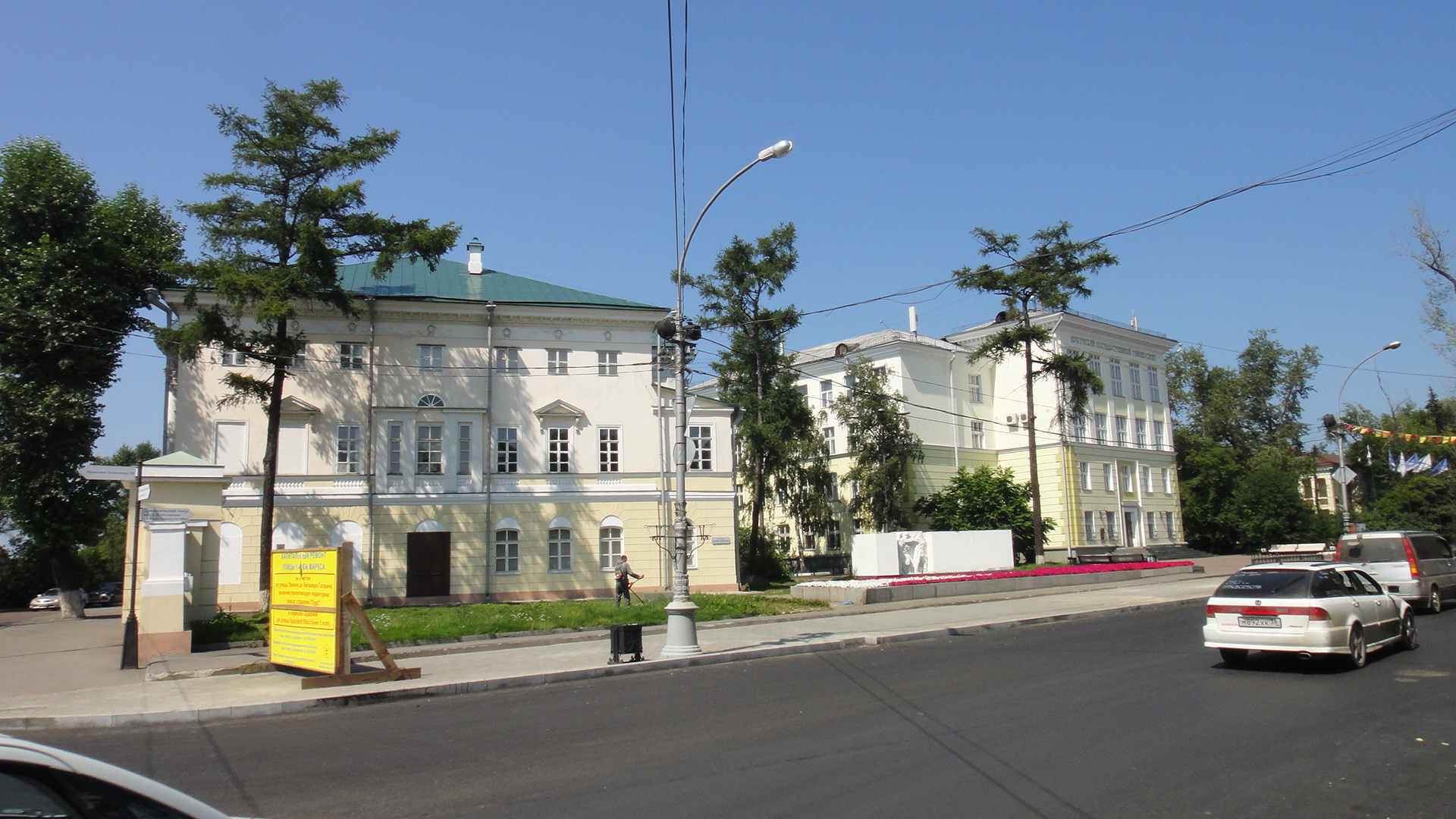
Universitetsbyggnader